# ایان هالپرین
ایان هالپرین (به انگلیسی: Ian Halperin) روزنامه‌نگار و زندگی‌نامه‌نویس اهل کانادا است. بیشتر معروفیت او به خاطر پیش‌بینی دقیق زمان مرگ مایکل جکسون، موسیقی‌دان و صحنه‌گران مشهور اهل آمریکا است. او در اواخر ماه دسامبر سال ۲۰۰۸ (اوایل دی ماه ۱۳۸۷) گفت که جکسون فقط ۶ ماه دیگر زنده می‌ماند. جکسون در ۲۵ ژوئن ۲۰۰۹ (۴ تیر ۱۳۸۸) و دقیقأ ۶ ماه بعد درگذشت. ایان هالپرین گفت که مایکل جکسون از نظر سلامتی مشکلات جدی دارد. در دسامبر ۲۰۰۸ بی‌بی‌سی اعلام کرد که این زندگی‌نامه‌نویس، در حال نوشتن یک زندگی‌نامهٔ غیر مجاز در رابطه با مایکل جکسون است. پس از بیانیهٔ هالپرین، نمایندهٔ رسمی جکسون توضیح داد که مایکل جکسون در سلامتی کامل به سر می‌برد و در حال مذاکره برای برپایی یک تور جهانی است. مدتی بعد جکسون در یک کنفرانس خبری در لندن، انگلستان اعلام کرد که ۵۰ کنسرت در لندن برگزار خواهد کرد که آغاز آن‌ها از ژوئیهٔ ۲۰۰۹ می‌باشد. اما مایکل ۱۸ روز قبل از آغاز کنسرت‌ها درگذشت. ایان هالپرین تنها چند روز بعد از مرگ جکسون کتابی با نام «بی‌نقاب: سال‌های پایانی مایکل جکسون» (Unmasked: The Final Years of Michael Jackson) را منتشر کرد. هالپرین در مورد زمان‌بندی انتشار این کتاب می‌گوید: «من این زمان‌بندی را انتخاب کردم به خاطر این که می‌دانستم که او در این زمان خواهد مرد. من کاملاً در مورد آن باخبر بودم».
کتاب «بی‌نقاب: سال‌های پایانی مایکل جکسون» در ۲۴ ژوئیهٔ ۲۰۰۹ در فهرست پرفروش‌ترین‌های نیویورک تایمز رتبهٔ ۱ را بدست آورد.

## زندگی‌نامه‌ها
- The Governator: From Muscle Beach to His Quest For the White House, the Improbable Rise of Arnold Schwarzenegger. HarperCollins Publishers. 2010. ISBN 978-0-06-199004-5.
- Brangelina: The Untold Story of Brad Pitt and Angelina Jolie. Transit Publishing. 2009. ISBN 978-0981239668.
- Unmasked: The Final Years of Michael Jackson. Simon Spotlight Entertainment. 2009. ISBN 978-1439177174.
- Hollywood Undercover: Revealing the Sordid Secrets of Tinseltown. Edinburgh, UK: Mainstream Publishing. 2008. ISBN 978-1845962661.
- Love & Death: The Murder of Kurt Cobain. Atria. 2004. ISBN 978-0743484831. {{cite book}}: Unknown parameter |coauthors= ignored (|author= suggested) (help) (with Max Wallace)
- Miss Supermodel America. OGO Books. 2004. ISBN 978-0968480489.
- Bad And Beautiful: Inside the Dazzling And Deadly World of Supermodels. Citadel. 2002. ISBN 978-0806523101.
- Best Ceos: How the Wild, Wild Web Was Won. OGO Books. 2000. ISBN 978-0968480434.
- Fire and Rain : The James Taylor Story. Citadel. 2000. ISBN 978-1559725330.
- Shut Up and Smile: Supermodels, the Dark Side. OGO Books. 1999. ISBN 978-0968480403.
- Who Killed Kurt Cobain? The Mysterious Death of an Icon. Citadel. 1998. ISBN 978-1559724463. {{cite book}}: Unknown parameter |coauthors= ignored (|author= suggested) (help) (with Max Wallace)
- Celine Dion: Behind The Fairytale - A Very, Very, Unauthorized Biography. Boca Pub Group. 1997. ISBN 978-0965958301.